# Производство кофе в Никарагуа
Производство кофе в Никарагуа — составная часть сельского хозяйства и одна из значимых отраслей экономики Никарагуа.

## История

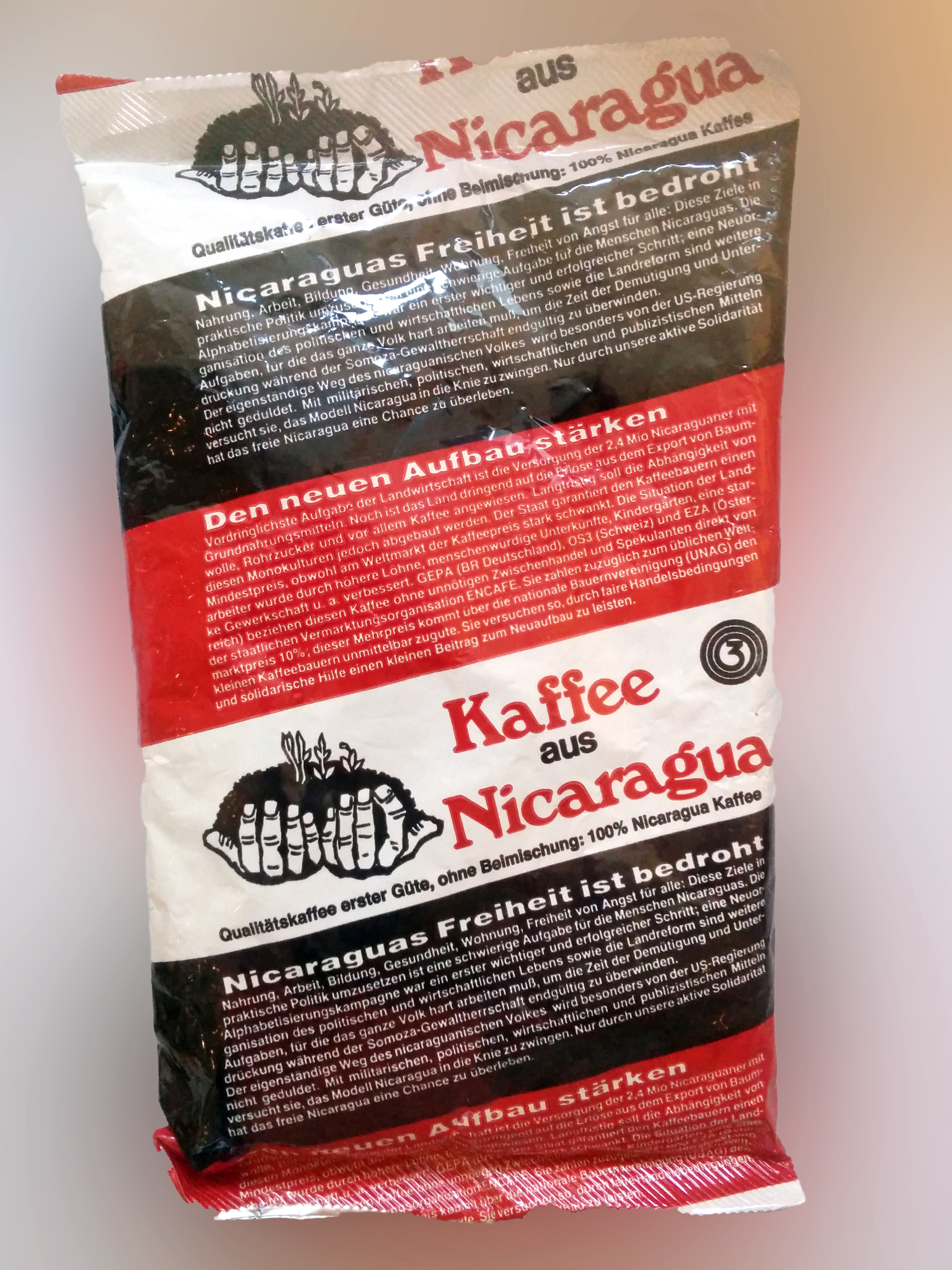
Упаковка никарагуанского кофе 1980-х годов для продажи в немецкоязычных странах

В 1846 году была заложена первая в стране кофейная плантация.
После заключения в 1850 году между Великобританией и США «договора Клейтона — Булвера» начинается интенсивное проникновение в Никарагуа иностранного капитала, прежде всего — из США. Процесс активизировался в 1855—1856 гг. (когда власть в Никарагуа захватил У. Уокер) и в период с 1867 по 1893 годы (когда власть в Никарагуа находилась в руках партии консерваторов, которые выражали интересы крупных землевладельцев и ориентировались на США) — до 1870-х годов наиболее влиятельными были скотоводы, впоследствии — производители кофе.
В 1881 году экспорт кофе из Никарагуа составил 3 тыс. стандартных мешков.
По состоянию на 1892 год, основными экспортными товарами страны являлись кожи и шкуры крупного рогатого скота, кофе и ценные породы дерева. Площадь кофейных плантаций в 1892 году составляла 76 тыс. акров.
С начала XX века страна фактически превратилась в колонию США, её экономика была подчинена интересам крупных американских корпораций и кредитно-финансовых институтов. Кроме того, в период с 1912 до 1925 года и с 1926 по 1933 год Никарагуа была оккупирована войсками США.
Мировой экономический кризис 1929—1933 годов серьёзно обострил проблемы экономики Никарагуа (в 1928—1932 гг. объём экспорта сократился на 62 %, цены на кофе и бананы упали до исторического минимума).
В 1934 году, после убийства А. Сандино в стране была установлена диктатура семейства Сомоса. В 1936 году А. Сомоса предоставил компаниям США дополнительные льготы.
Во второй половине 1930-х годов Никарагуа являлась отсталой сельскохозяйственной страной, специализировавшейся на производстве кофе и бананов (кофе выращивали в западной части страны), при этом значительную часть продовольствия для внутреннего потребления импортировали из США.
После начала Второй мировой войны влияние европейского капитала на экономику Никарагуа существенно уменьшилось, а влияние США — напротив, начало всё более возрастать. В 1940 году по инициативе США было подписано соглашение, определяющее квоты экспорта кофе для 14 латиноамериканских стран-экспортёров кофе. Для контроля за выполнением условий соглашения было создано «Панамериканское кофейное бюро» в Вашингтоне. 8 декабря 1941 Никарагуа присоединилась к странам Антигитлеровской коалиции, после чего германская собственность на территории страны (в том числе, 46 кофейных плантаций) была конфискована.
В начале 1950-х годов Никарагуа являлась отсталой сельскохозяйственной страной, специализировавшейся на производстве кофе и бананов (при этом, производство кофе практически полностью находилось под контролем компаний США). В 1950 году сбор кофе составил 21 тыс. тонн.
В 1952 году плантации занимали площадь 62 тыс. гектаров, сбор кофе составил 21 тыс. тонн.
В 1954/55 году сбор кофе составил 26,6 тыс. тонн, в 1955/56 году — 21,2 тыс. тонн, в 1956/57 гг. — 28,6 тыс. тонн.
13 декабря 1960 года Сальвадор, Гватемала, Гондурас, Коста-Рика и Никарагуа подписали соглашение о создании организации «Центральноамериканский общий рынок» с целью ускорить экономическое развитие путём объединения материальных и финансовых ресурсов, устранения торгово-таможенных ограничений и координации экономической политики.
В 1961 и 1962 годы плантации занимали около 60 тыс. гектаров, сбор кофе составлял 26,3 тыс. тонн в 1961 году и 30 тыс. тонн в 1962 году, однако продолжающееся падение мировых цен на кофе и хлопок (составлявших основную часть экспорта) привели к ухудшению экономического положения страны.
После создания в середине 1960-х годов организации стран-экспортёров кофе (International Coffee Organization) Никарагуа вошла в состав организации.
По состоянию на начало 1970-х годов, Никарагуа являлась экономически отсталой аграрной страной, специализировавшейся в основном на производстве экспортных сельскохозяйственных культур (кофе, бананы и хлопок) со слаборазвитой промышленностью.
В 1970 году производство кофе составило 33 тыс. тонн. В 1971 году производство кофе составило 35 тыс. тонн (доходы от экспорта кофе составили 15,7 % от стоимости экспорта 1971 года).
В 1977 году производство кофе составило 55 тыс. тонн. В 1978 году производство кофе составило 60 тыс. тонн.
После победы Сандинистской революции 19 июня 1979 года правительство страны приняло закон № 3 о национализации собственности семейства Сомоса, и к 16 октября 1979 года все 200 принадлежавших семейству Сомоса кофейных плантаций были национализированы.
- также была национализирована кофейная плантация майора национальной гвардии Бенисио Сентено (сторонника Сомосы, перед бегством в Гондурас успевшего приказать подчинённым сжечь инвентарь и разбить машины) в селении Ла Лагуна в 50 км севернее города Матагальпа (в сентябре 1979 года на базе восстановленной плантации было создано государственное хозяйство «La Laguna»)[16].

Несмотря на боевые действия (в результате которых оказалась уничтожена часть урожая), в 1979 году в стране было собрано 53 тыс. тонн кофе.
В 1981 году в Никарагуа был собран рекордный в истории страны урожай кофе — 1370 тыс. квинталов (1 квинтал — 46 кг).
В декабре 1983 года для помощи в сборе урожая кофе в Никарагуа приехали добровольцы из более чем двадцати стран мира (их объединили в производственный батальон «Морис Бишоп», и вместе с никарагуанскими рабочими они собирали кофе вблизи границы с Гондурасом). В декабре 1984 года для помощи в сборе кофе приехали 75 добровольцев из США (которые собирали кофе в департаменте Матагальпа).
Из-за снижения мировых цен на кофе в 1987 году доходы от экспорта кофе сократились.
22-23 октября 1988 года ураган «Джоан» причинил значительные разрушения в юго-восточной и центральной части Никарагуа: на плантациях был уничтожен урожай кофе, какао и бананов, погибли масличные пальмы, деревья гевеи, значительный ущерб в виде потерь древесины был причинён лесному хозяйству. Общий ущерб составил 828 млн долларов США.
25 февраля 1990 года президентом страны стала Виолета Барриос де Чаморро, при поддержке США начавшая политику неолиберальных реформ, в результате которых в стране начался экономический кризис, сопровождавшийся деиндустриализацией (уже к 1994 году доля сельского хозяйства увеличилась до 32,8 % ВВП, промышленности — сократилась до 17,3 % ВВП). В этих условиях увеличилась зависимость экономики страны от экспорта кофе (входившего в число главных экспортных товаров). 3 сентября 1995 года Никарагуа вступила во Всемирную торговую организацию.
Поскольку в первые послевоенные годы обстановка в стране была сложной, а в северных районах вдоль границы с Гондурасом было необходимо осуществлять разминирование местности от минно-взрывных устройств и неразорвавшихся боеприпасов, военнослужащие и техника никарагуанской армии ежегодно оказывают помощь населению в уничтожении обнаруженных взрывоопасных предметов, а также в сборе и транспортировке урожая кофе (так, осенью 2021 года военное командование выделило для этих целей 300 военнослужащих, автомашины и собак-миноискателей).
Снижение мировых цен на кофе в 2001—2002 гг. до 50 центов за фунт привело к обнищанию и голоду среди рабочих кофейных плантаций. В июне 2002 года 30 тысяч рабочих кофейных плантаций стали безработными, особенно тяжёлая ситуация сложилась в департаменте Матагальпа. В период до 10 сентября 2002 года 6100 человек из этого региона (сельхозрабочих и членов их семей) стали вынужденными переселенцами, а 14 человек умерли от голода. Так как и в 2003—2004 гг. положение оставалось сложным, в январе 2004 года ФАО ООН приняла решение о оказании продовольственной помощи трём тысячам семей (17 тыс. человек), наиболее пострадавших от кризиса в отрасли.

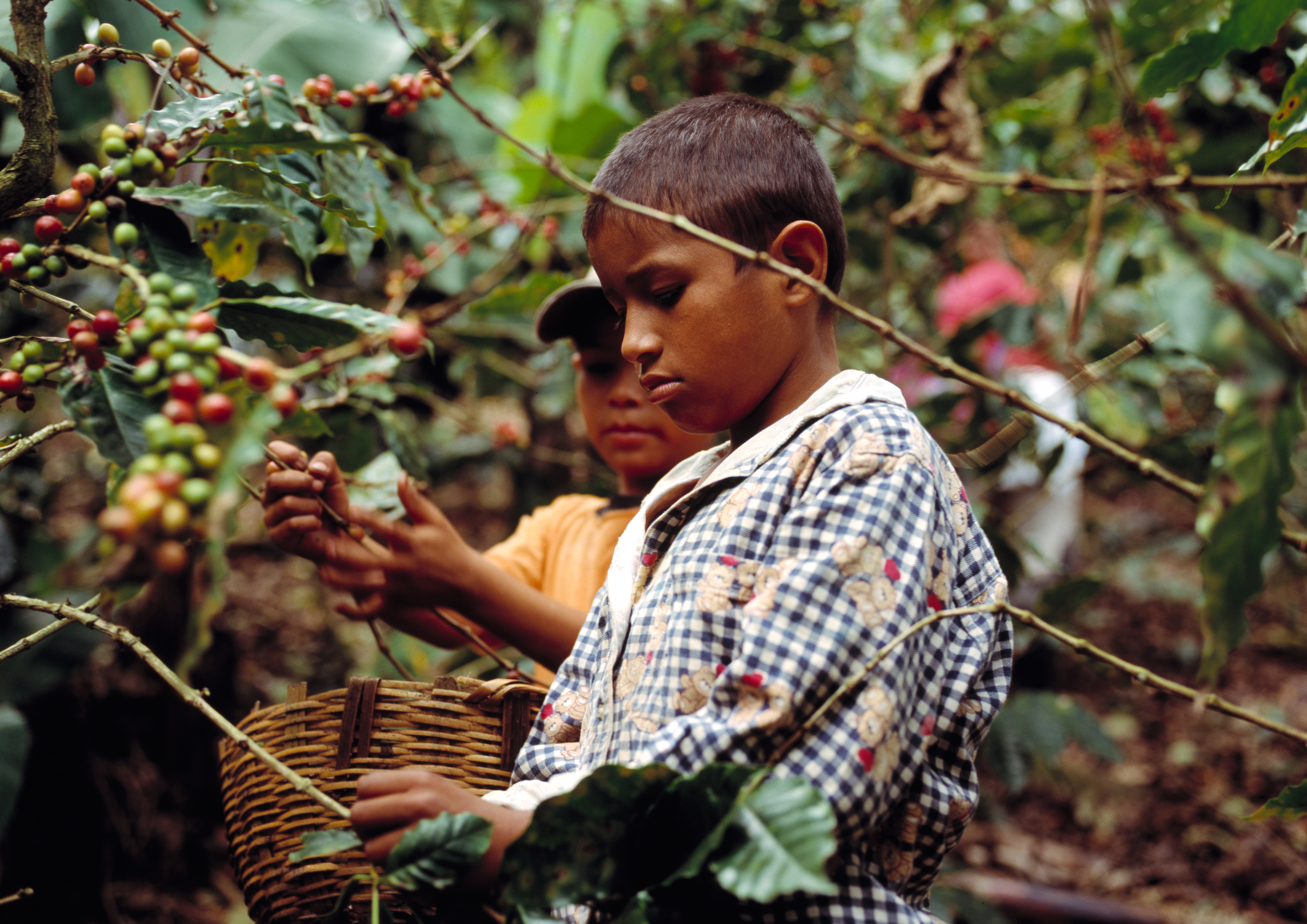
Использование детского труда на кофейной плантации в Никарагуа (2006)

В 2007 году сбор кофе составил 57 тыс. тонн.

## Современное состояние
Исторически, кофе производили в крупных плантационных хозяйствах в северо-западной части страны, на Тихоокеанском побережье.
- на уборку кофе привлекают сезонных рабочих из городов[3].

Никарагуа специализируется на производстве кофе мягких сортов.
В 2010 году общая площадь кофейных плантаций страны составляла 105 тыс. гектаров, при этом свыше 90 % сбора приходилось на северные районы страны (департаменты Хинотега, Матагальпа, Нуэва-Сеговия и Мадрис).